# Dačov Lom
Dačov Lom é um município da Eslováquia, situado no distrito de Veľký Krtíš, na região de Banská Bystrica. Tem 24,53 km² de área e sua população em 2018 foi estimada em 414 habitantes.

## Demografia
| Ano:        | 1994 | 2004   | 2014   | 2024   |
| ----------- | ---- | ------ | ------ | ------ |
| Broj ljudi: | 433  | 415    | 424    | 398    |
| Razlika:    |      | -4,15% | +2,16% | -6,13% |

| Ano:               | 2023 | 2024   |
| ------------------ | ---- | ------ |
| Número de pessoas: | 391  | 398    |
| Diferença:         |      | +1,79% |